# Hans-Bernd Spies
Hans-Bernd Spies (* 4. August 1949 in Kirchen (Sieg)) ist ein deutscher Archivar und Historiker.

## Leben
Nach Besuch des Freiherr-vom-Stein-Gymnasiums Betzdorf-Kirchen (1960–1968) und Reifeprüfung am dortigen mathematisch-naturwissenschaftlichen Zweig studierte Spies von 1968 bis 1975 Geschichte, Germanistik und Philosophie an der Rheinischen Friedrich-Wilhelms-Universität Bonn. 1973 erlangte er den ersten Abschluss als Magister artium im Hauptfach Neuere Geschichte sowie in den Nebenfächern Alte/Mittelalterliche Geschichte und Philosophie, legte die Erste Philologische Staatsprüfung für das Lehramt am Gymnasium in den Fächern Geschichte und Deutsch ab und wurde 1975 aufgrund der bei Konrad Repgen angefertigten Dissertation Wirtschaft und Verwaltung der Grafschaft Wittgenstein-Wittgenstein (1796–1806) zum Dr. phil. promoviert. Nach Archivausbildung am damaligen Nordrhein-westfälischen Hauptstaatsarchiv Düsseldorf sowie an der Archivschule Marburg und archivarischer Staatsprüfung (1975–1977) war er von 1977 bis 1978 wissenschaftlicher Mitarbeiter der „Vereinigung zur Erforschung der Neueren Geschichte e. V.“ in Bonn. 1978 wurde er stellvertretender Leiter des Archivs der Hansestadt Lübeck, 1983 dann Leiter des Stadt- und Stiftsarchivs in Aschaffenburg. 2017 trat er als Archivdirektor in den Ruhestand.
Spies verfasste zahlreiche landes-, kultur- und archivgeschichtliche Arbeiten sowie Beiträge über Carl von Dalberg und Giacomo Casanova. Er ist Mitglied der Hessischen Historischen Kommission Darmstadt, der Historischen Kommission für Nassau sowie der Historischen Kommission für Westfalen. 2017 wurde Spies zum Mitglied der Geisteswissenschaftlichen Klasse der Akademie gemeinnütziger Wissenschaften zu Erfurt gewählt.

## Schriften (Auswahl)
Als Autor
- Wirtschaft und Verwaltung der Grafschaft Wittgenstein-Wittgenstein (1796–1806). Bonn 1975.
- Geschichte der Adler-Apotheke. Ein Beitrag zum lübeckischen Apothekenwesen (1633–1983) (= 350 Jahre Adler-Apotheke Lübeck. Festschrift, Band 2), Verlag Gustav Peters & Sohn, Lübeck 1983.
- Schloß Johannisburg in Aschaffenburg und Schloß Skokloster am Mälarsee in Schweden (= Beihefte zum Aschaffenburger Jahrbuch. Heft 3), Geschichts- und Kunstverein Aschaffenburg 1986.
- Friedrich Carl Joseph Freiherr von Erthal 1719–1802. Erzbischof von Mainz und Kurfürst des Reiches (1774–1802). Kleine kultur- und sozialgeschichtliche Studien zu seiner Zeit (= Mitteilungen aus dem Stadt- und Stiftsarchiv Aschaffenburg. Beiheft 1), Stadt- und Stiftsarchiv Aschaffenburg 2002.
- Hein(t)ze – Rost – Juvenal – Patriarch – Heinse. Beiträge zu Wilhelm Heinse (1746–1803) (= Mitteilungen aus dem Stadt- und Stiftsarchiv Aschaffenburg. Beiheft 2), Stadt- und Stiftsarchiv Aschaffenburg 2005.
- Zeitrechnung und Kalenderstile in Aschaffenburg und Umgebung. Ein Beitrag zur regionalen historischen Chronologie (= Mitteilungen aus dem Stadt- und Stiftsarchiv Aschaffenburg. Beiheft 3), Stadt- und Stiftsarchiv Aschaffenburg 2009.

Als Herausgeber
- Die Erhebung gegen Napoleon 1806–1814/15 (= Quellen zum politischen Denken der Deutschen im 19. und 20. Jahrhundert – Freiherr vom Stein-Gedächtnisausgabe, Band 2), Wissenschaftliche Buchgesellschaft, Darmstadt 1981.
- Charles de Villers: Die Schlacht bei Lübeck 1806. Verlag Gustav Weiland Nachf., Lübeck 1981.
- Mitteilungen aus dem Stadt- und Stiftsarchiv Aschaffenburg. 1–11 (1983–2017).
- 1798–1836. Lübeck vor und nach den Napoléonischen Kriegen. Intime Berichte aus dem Leben einer bescheidenen Stadt. Verlag Gustav Weiland Nachf., Lübeck 1984.
- Aschaffenburger Jahrbuch für Geschichte, Landeskunde und Kunst des Untermaingebietes. 8–11/12 (1984–1988).
- Georg Ridinger: Architektur des Schlosses Johannisburg zu Aschaffenburg (= Veröffentlichungen des Geschichts- und Kunstvereins Aschaffenburg. Reihe Nachdrucke. Band 2), Geschichts- und Kunstverein Aschaffenburg 1991, 2. Aufl. 2003.
- (mit Renate Welsch): Obernau 1191–1991. Beiträge zu Vergangenheit und Gegenwart. Stadt- und Stiftsarchiv Aschaffenburg 1991.
- (mit Helmut Winter): Die Schlacht bei Dettingen 1743. Beiträge zum 250. Jahrestag (= Veröffentlichungen des Geschichts- und Kunstvereins Aschaffenburg. Band 38), Geschichts- und Kunstverein Aschaffenburg 1993, 2. Aufl. 2004.
- Carl von Dalberg 1744–1817. Beiträge zu seiner Biographie (= Veröffentlichungen des Geschichts- und Kunstvereins Aschaffenburg. Band 40). Geschichts- und Kunstverein Aschaffenburg 1994.
- (mit Ulrike Klotz u. Renate Welsch): Vor 50 Jahren. Kriegsende in Aschaffenburg. Stadt- und Stiftsarchiv Aschaffenburg 1995.
- Carl von Dalberg, Ausgewählte Schriften (= Veröffentlichungen des Geschichts- und Kunstvereins Aschaffenburg. Reihe Nachdrucke. Band 3), Geschichts- und Kunstverein Aschaffenburg 1997.
- Musikschule Aschaffenburg 1810–2010 (= Mitteilungen aus dem Stadt- und Stiftsarchiv Aschaffenburg. Beiheft 4), Stadt- und Stiftsarchiv Aschaffenburg 2010.
- (mit Martin A[ndré] Völker): Carl von Dalberg, Betrachtung über das Universum (= Fundstücke. Band 25), Wehrhahn Verlag Hannover 2011.
- Carl von Dalberg (1744–1817) und sein Umfeld (= Mitteilungen aus dem Stadt- und Stiftsarchiv Aschaffenburg. Beiheft 11 / Arbeiten der Hessischen Historischen Kommission. Neue Folge, Band 43), Stadt- und Stiftsarchiv Aschaffenburg/Hessische Historische Kommission Darmstadt 2023.